# Sergi Domínguez
Sergi Domínguez Viloria (Barcelona, 1 april 2005) is een Spaanse voetballer die doorgaans speelt als centrale verdediger voor Dinamo Zagreb.

## Clubcarrière
Domínguez werd geboren in Barcelona en verruilde op vijftienjarige leeftijd CE Sant Gabriel voor de jeugdacademie  van FC Barcelona, La Masia. Hij maakte zijn senior- en professionele debuut bij Barça Atlètic in de Primera Federación tegen SD Amorebieta op 12 februari 2023. Op 31 augustus 2024 debuteerde hij voor het eerste elftal. In de met 7–0 gewonnen competitiewedstrijd tegen Real Valladolid mocht hij na 61 minuten invallen voor Pau Cubarsí.
Op 30 juni 2025 kondigde Dinamo Zagreb de komst van Domínguez aan die tekende tot medio 2029.